# Filippo Gatti
(L'Evoluzione naturale dei pesci, 2000)
Filippo Gatti (Roma, 25 settembre 1970) è un cantautore, musicista e produttore discografico italiano.

## Biografia
Cantautore e produttore romano, classe 1970, vive e lavora da molti anni in Maremma. È il leader e fondatore degli Elettrojoyce, una band degli anni '90, e dal 2003 è all'attivo come solista.
Gatti inizia la sua attività di musicista ad Edimburgo in Scozia fra il 1990 ed il 1992.
Con alle spalle studi di filosofia e linguistica, tra il 1992 ed il 1994, fa parte di un gruppo di musica e poesia performativa, La Compagnia degli Statici.
Con l'idea dell'incontro tra poesia e musica popolare contemporanea, nel 1994 fonda il gruppo rock Elettrojoyce, con il quale pubblica nel 1996 l'album d'esordio, autoprodotto e omonimo, Elettrojoyce. Le due ristampe dell'album vanno esaurite e nel 1997 la band vince manifestazioni come Enzimi, Arezzo Wave e Scena Aperta. Viene inoltre votata dal mensile Rockstar tra le dieci band rivelazione dell'anno e Il nuovo singolo Girasole viene inserito tra i migliori singoli italiani dal mensile Raro.
Il successo è tale da spingere la Sony Music a mettere la band sotto contratto. È sotto questa etichetta che vengono prodotti i successivi due dischi Elettrojoyce(2º), nel 1999, e Illumina, l'anno dopo.
Nel 2003 Gatti pubblica il suo primo album solista (Tutto sta per cambiare) coprodotto dal fratello Francesco con ospiti, oltre a Bruno Lauzi, Riccardo Sinigallia e Vittorio Nocenzi del Banco Mutuo Soccorso. Ciascuno dei precedenti quattro album rappresenta un tassello di un'ideale quadrilogia discografica ispirata alle quattro nobili verità della filosofia buddista.
A partire dal 2002 Filippo Gatti inizia le collaborazioni in qualità di autore, arrangiatore, musicista e produttore con artisti della scena musicale alternativa italiana. È ad esempio coproduttore, autore e arrangiatore di tutti e tre i dischi di Riccardo Sinigallia, nonché produttore dei dischi Per amor del cielo e Come i carnevali di Bobo Rondelli.
Nel corso degli anni collabora, sempre in veste di produttore artistico, autore o arrangiatore con artisti come i 24 Grana, Andrea Rivera, Banco del Mutuo Soccorso, Bobo Rondelli, Bruno Lauzi, Collettivo Angelo Mai, Giulia Anania, Marina Rei, Raf, Riccardo Sinigallia, Vittorio Nocenzi e la poetessa Elisa Biagini.
Nel 2012, dopo 9 anni di collaborazioni artistiche, esce il suo secondo disco solista, intitolato Il pilota e la cameriera, registrato tra l'Ortostudio (a Scansano, in Maremma) di Filippo e Francesco Gatti (il fratello) e gli Storm Studios di Dublino, di Francesco Gatti, che mixa anche il disco.
Nel 2014, Filippo Gatti partecipa al Festival di Sanremo 2014 come coautore e produttore delle due canzoni, Prima di andare via e Una rigenerazione, presentate da Riccardo Sinigallia e contenute nel disco Per tutti, di cui firma anche la canzone Le ragioni personali.
Sempre nel 2014 realizza come produttore il disco collettivo/concerto Maremma Orchestra, un tributo alla terra che lo ha accolto ed ispirato, con 80 musicisti di diverse estrazioni musicali, ma tutti maremmani.
Tra i progetti più recenti, la produzione del disco Missili e somari di Luca Carocci, realizzato in tre giorni nello studio maremmano e documentato da un film di 40 minuti e del disco Secondo me mi piace del gruppo Il ballo dell’orso, uno dei vincitori del concorso Toscana Cento.
Nel 2019, Filippo Gatti collabora come produttore artistico alla realizzazione di "Un elefante nella stanza" (Folkificio), il primo album del cantautore Ivan Talarico, album registrato e mixato all'Ortostudio da Francesco Gatti.

## Discografia

### Elettrojoyce
- 1996 - Elettrojoyce (Ubik Musik)
- 1999 - Elettrojoyce (2º) (Epic - Sony BMG)
- 2000 - Illumina (2000) (Epic - Sony BMG)

### Solista
- 2003 - Tutto sta per cambiare (Epic - Sony BMG)
- 2012 - Il pilota e la cameriera (SunnyBit)
- 2017 - La testa e il cuore (Lapidarie Incisioni)

### Collaborazioni
- 2003 - Banco del Mutuo Soccorso - No palco
- 2004 - Raf - Ouch
- 2006 - Riccardo Sinigallia - Incontri a metà strada
- 2006 - Raf - Passeggeri distratti
- 2008 - 24 Grana - Ghostwriters
- 2008 - Syria - Un'altra me
- 2009 - Bobo Rondelli - Per amor del cielo
- 2009 - Vittorio Nocenzi - Estremo Occidente
- 2010 - Daniele Sinigallia, Filippo Gatti, Riccardo Sinigallia - Cellule
- 2012 - Giulia Anania - Giulia Anania
- 2012 - BandaJorona - Mettece Sopra
- 2014 - Riccardo Sinigallia - Per tutti
- 2015 - Bobo Rondelli - Come i carnevali
- 2016 - Luca Carocci - Missili e somari
- 2016 - Il ballo dell'orso - Secondo me mi piace
- 2019 - Ivan Talarico - Un elefante nella stanza

### Partecipazioni
- 2004 - AA.VV. - Voli imprevedibili (Tributo a Franco Battiato) (con Diaz Ensemble) (Summer on a solitary beach)
- 2006 - AA.VV. - Bertallosophie - Altrisuoni Italiani (1968)
- 2007 - AA.VV. - Way to Blue - Sognando Nick Drake (Tributo a Nick Drake) (Pink moon)
- 2008 - AA.VV. - Liberalarte!3 (con Collettivo Angelo Mai) (Ho spento la televisione di domenica)
- 2009 - AA.VV. - Clowns And Jugglers - A Tribute to Syd Barrett (con Francesco Gatti) (Golden hair)

## Videografia

### Elettrojoyce
- 1996 - Balena
- 1999 - Licenziare
- 1999 - Segnali

### Solista
- 2012 - Tutti mi vogliono quando mi va bene